# Sydstatsunionist (amerikanska inbördeskriget)

Den amerikanska flaggan var en kraftfull symbol för de sydstatsbor som förblev lojala mot Förenta Staterna. Yes and there were Union men who wept with joyful tears, When they saw the honored flag they had not seen for years.

Sydstatsunionister kallas de sydstatsbor som förhöll sig lojala gentemot Förenta Staterna före och under det amerikanska inbördeskriget trots att deras hemstater utträdde ur unionen. Under inbördeskriget gick de vanligen under namnet lojalister bland sina vänner och tories bland sina fiender. Det var benämningar som återspeglar bruket under amerikanska frihetskriget. De vita sydstatsbor som stödde det republikanska partiet under rekonstruktionstiden kallades för scalawags.

## Bakgrund
När Lincoln blivit vald till president, men innan han tillträdde sitt ämbete, utträde sju slavstater ur den amerikanska unionen; South Carolina, Georgia, Alabama, Florida, Mississippi, Louisiana och Texas bildade Amerikas konfedererade stater. Efter slaget vid Fort Sumter utträdde även Virginia, North Carolina, Tennessee och Arkansas och anslöt sig till konfederationen. Guvernörerna i Kentucky och Missouri ville även att deras stater skulle lämna unionen men deras lagstiftande församlingar dominerades av unionister. Kentucky proklamerade en neutralitet som man lyckades upprätthålla under flera månader. Kentucky och Missouri förblev i unionen fast konfederationen även gjorde anspråk på dem och regementen från dessa stater kämpade på bägge sidor under kriget.

## Engagemang

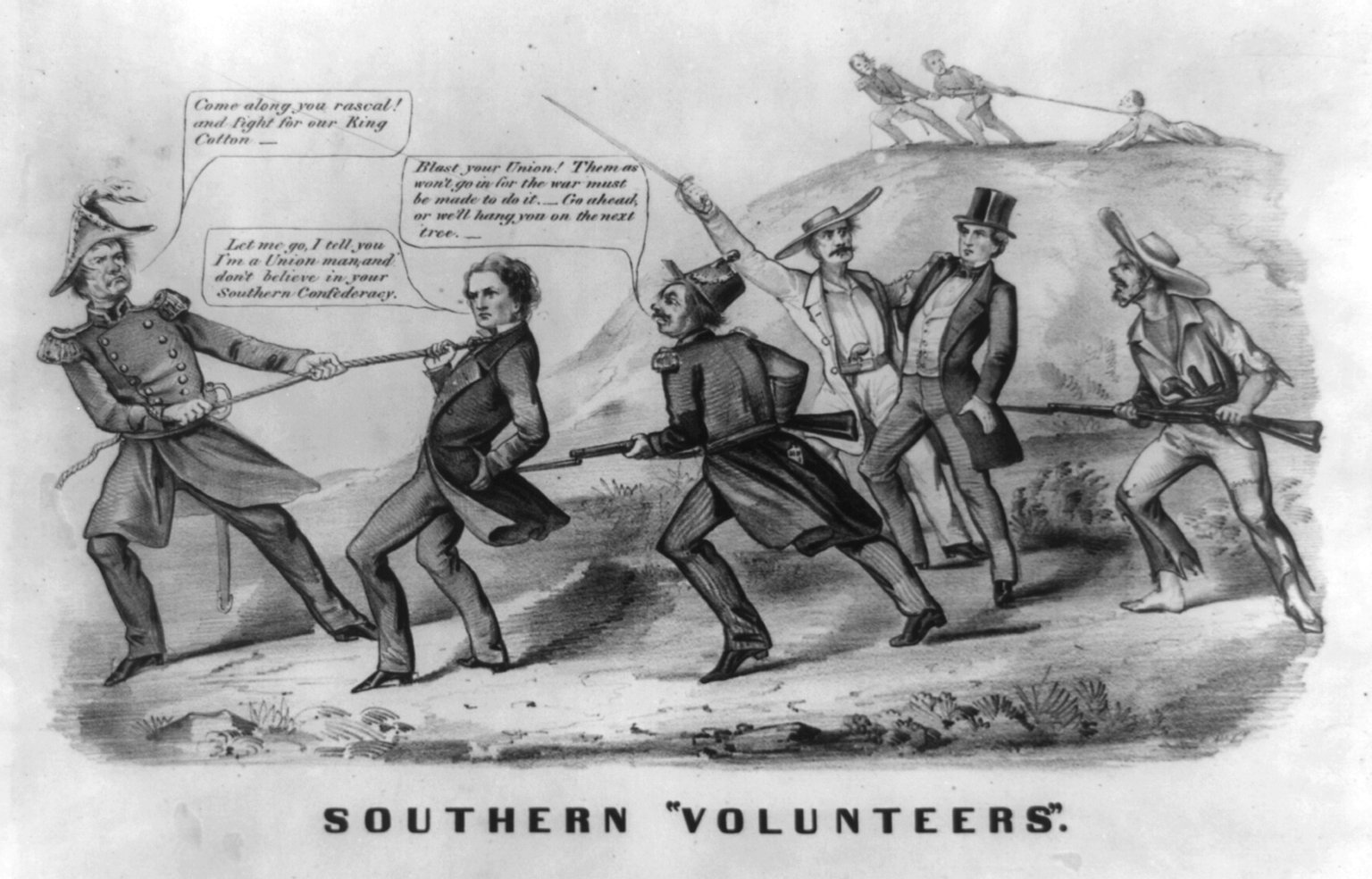
Karikatyr som visar motståndet mot sydstaternas värnpliktslagar.

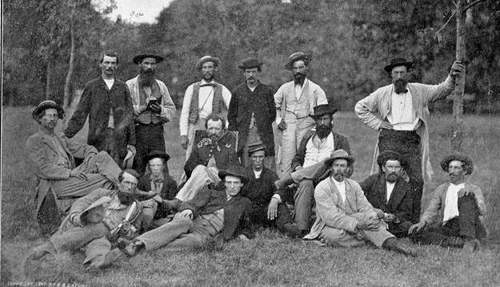
Kunskapare och vägvisare i unionsarméns tjänst.

Söderns unionister omfattade en rad olika grader av trofasthet mot Förenta Staterna och opposition mot separatismen, kriget och konfederationen under den utveckling som ledde fram till sydstaternas unionsutträde och senare under inbördeskriget. Forskningen har gjort ett försök att gradera de vita sydstatsunionisternas engagemang:
| Grad | Aktiviteter                                                                      |
| ---- | -------------------------------------------------------------------------------- |
| 1    | Antiseparatistiska väljare som stödde John C. Breckinridge i presidentvalet 1860 |
| 2    | Väljare som stödde John Bell eller Stephen A. Douglas i presidentvalet 1860.     |
| 3    | Opponenter till unionsupplösningen 1860-61                                       |
| 4    | Passiva unionister under inbördeskriget                                          |
| 5    | Fredsivrare                                                                      |
| 6    | Unionister som med vapen i hand bekämpade konfederationen                        |

Källa: 
Dessa olika grader representerar många olika kategorier, från de rikaste plantageägare som ursprungligen motsatte sig unionsupplösningen men vilka senare blev konfedererade officerare, till fattiga småbrukare som deserterade under kriget. De representerar även de som kämpade mot unionsupplösningen före och mot konfederationen under kriget. De som stödde Stephen Douglas i presidentvalskampanjen 1860 stämplades ofta av pressen som förrädare. De som fortsatte att ge uttryck för unionistiska sympatier även efter unionsupplösningen kallades till förhör av lokala säkerhetskommittéer, hotades och även misshandlades. De som var kända som unionister men höll inne med sina åsikter och inte störde rekryteringen till sydstatsarmén tolererades ofta under det första krigsåret. Släktingar till de män som flytt till skogs för att undgå militärtjänsten hotades ofta med våld eller förvisning. De kunde även utsättas för mordbränder eller marodering från sydstatsarméns sida för att tvinga männen ut ur skogarna och in i armén. Där unionsarméns linjer var nära, kunde de unionistiskt sinnade fly och bli unionssoldater (se nedan), spejare eller arbetare i arméns tjänst. De som förblev hemma kunde även hjälpa unionsarmén som kunskapare och vägvisare. Ibland samarbetade de med sina egna slavar eller andra afroamerikaner för att hjälpa unionsarmén eller andra unionister. Små nätverk av unionister kunde finnas i städerna vilka hjälpte krigsfångar och sårade från unionsarmén.

## Förankring

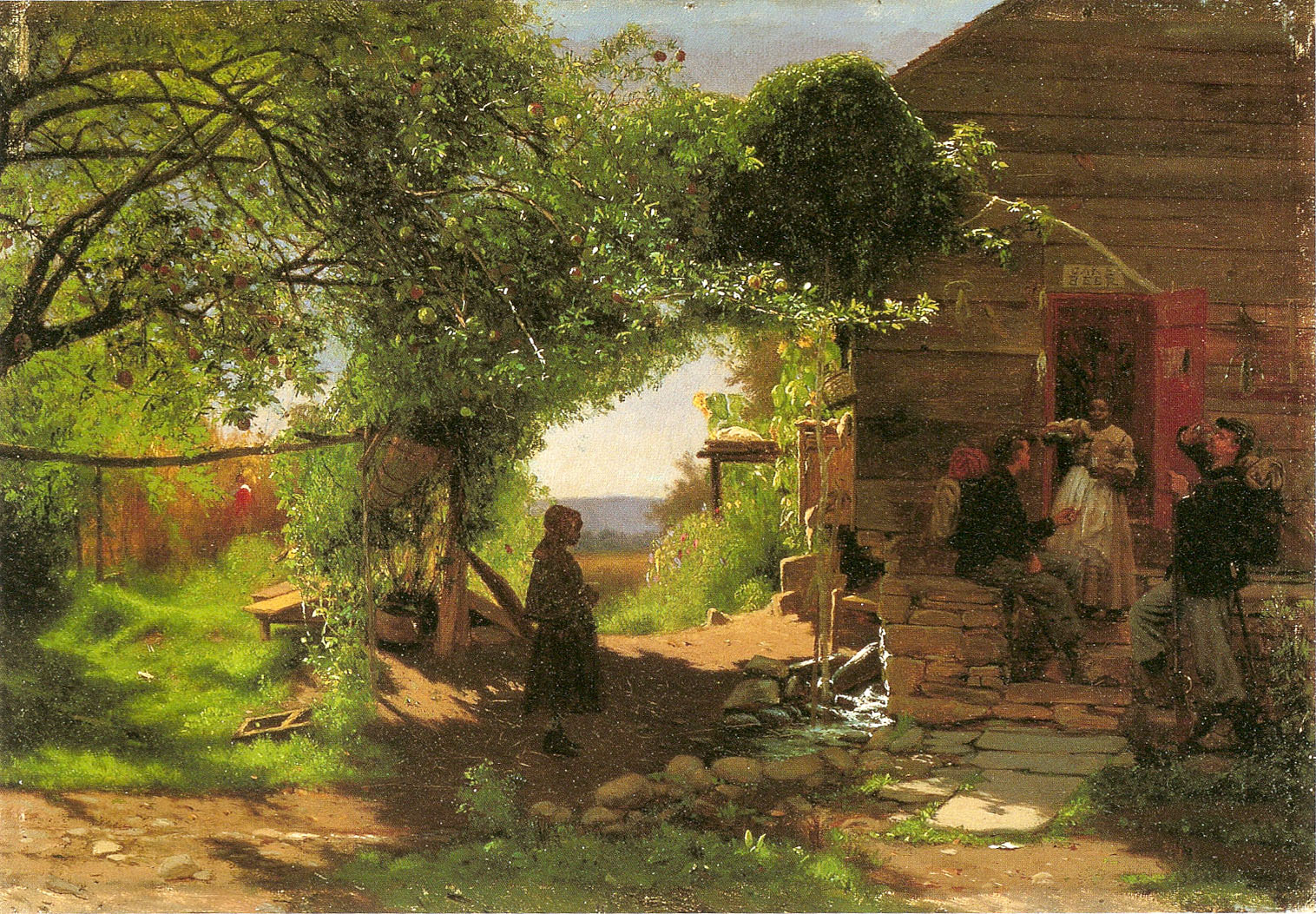
Unionsarmén välkomnades överallt av den afroamerikanska befolkningen.

En minoritet av den euroamerikanska och en överväldigande majoritet av både den fria och den förslavade afroamerikanska befolkningen var unionister. Några stödde den amerikanska unionens ideal, för andra var unionism detsamma som att förkasta slaveriet. Många var rädda för de ekonomiska konsekvenserna av unionsupplösningen, medan afro-amerikanerna såg unionismen som en möjlighet att bli fria människor. Etnicitet och religion var ibland en faktor, som när medlemmar av tyska pacifistiska sekter i Virginia vägrade att tjänstgöra i konfederationens arméer. Under kriget var det en faktor som mer än någon annan var pådrivande för unionismen bland den euroamerikanska befolkningen och det var den konfedererade värnpliktslagen 1862. För första gången i Amerikas historia var alla män mellan 17 och 50 år tvungna att gå ut i krig, dock inte den som ägde 20 eller fler slavar. Andra åtgärder av den konfedererade regeringen var också pådrivande, som utskrivning av hästar och mulor för arméns behov och en tiondeskatt på all livsmedelsproduktion. Inom vissa geografiska områden var unionismen särskilt väl företrädd. I Appalacherna fanns det mycket få slavägare och det var en region som skapade stora problem för konfederationen. De västra delarna av Virginia bröt sig också ut och bildade den anti-konfedererade staten West Virginia vilken blev en del av Förenta Staterna 1863. Tiotusentals slavar flydde till unionsarmén under kriget, hundratusentals befriades av den framryckande unionsarmén. De fick anställning i armén som spejare, kockar och sjukvaktare och så småningom även som soldater (se nedan).

## Krigsdeltagande

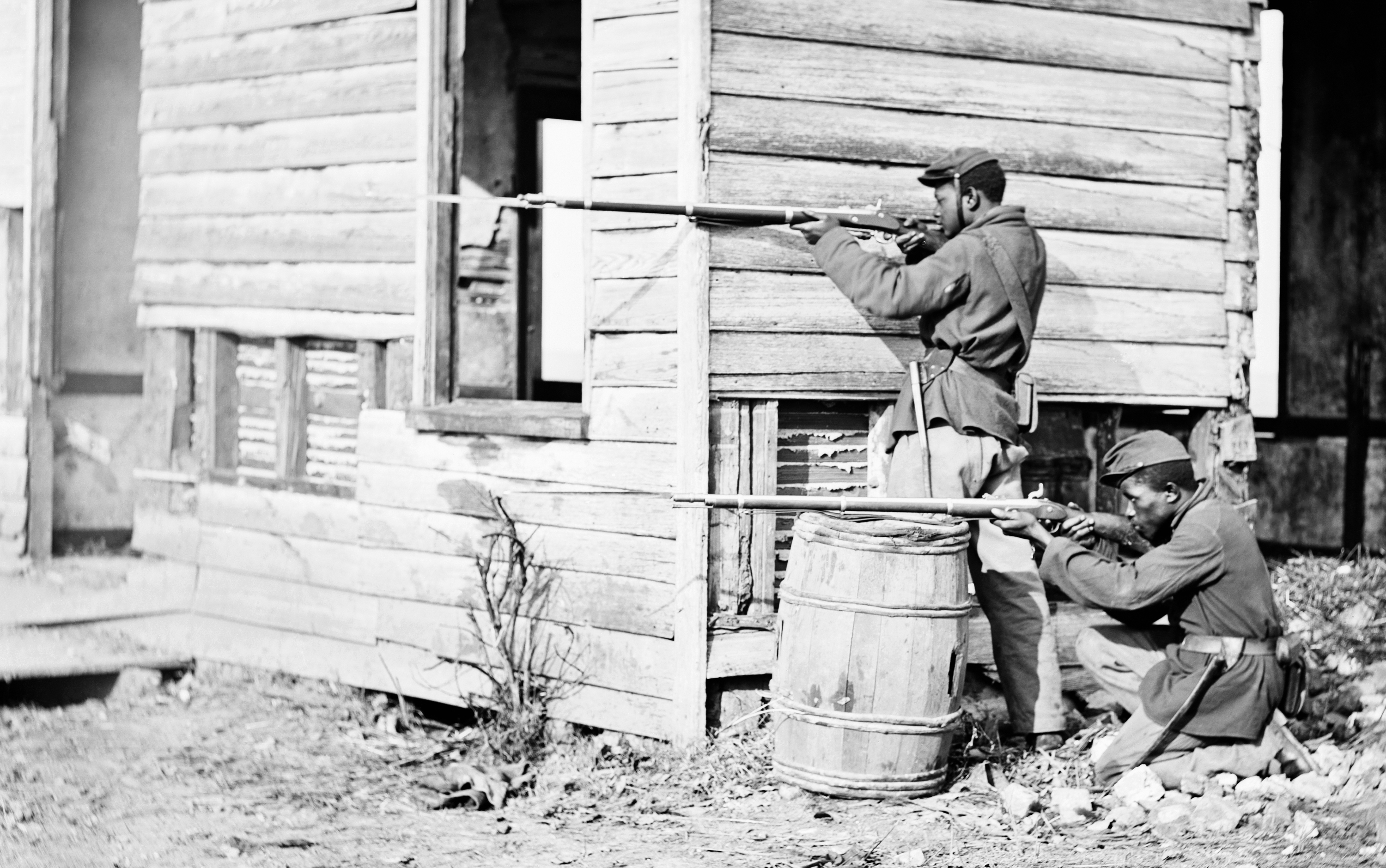
Afroamerikanska soldater i Virginia 1864.

Mer än 150 000 före detta slavar tjänstgjorde i Förenta Staternas armé under inbördeskriget. Mer än 75 000 euroamerikanska soldater från de konfedererade staterna tjänstgjorde även i unionsarmén. Många av dessa kom från Appalacherna och andra bergsområden. 75 % var från östra Tennessee, Virginia och West Virginia, men varje konfedererad stat förutom South Carolina hade vita regementen i unionens tjänst. 42 000 kom från Tennessee, 5 000 från North Carolina, 3 000 från Alabama och 400 från Georgia.  Partisanförband organiserades spontant i unionistiska kärnområden för att bekämpa den konfedererade militären och mot slutet av inbördeskriget blev detta gerillakrig ofta mycket blodigt med hämndaktioner mot konfederationssympatiserande grannar, hemvärnsmän och tjänstemän i värnpliktsväsendet. I North Carolina kallades sådana partisaner för Buffaloes, i andra stater gick de under namnet Bushwhackers. Heroes of America var en hemlig unionistisk organisation som var verksam i Virginia, West Virginia och North Carolina. Dess medlemmar utgjordes av principiella unionister, värnpliktsvägrare, desertörer, slavar och fria afroamerikaner. Målet var att skydda sina medlemmar från de konfedererade myndigheterna. Medlen var subversion, underrättelsetjänst för unionsarméns räkning, flyktingsmuggling och guerillakrig.

## Efter kriget

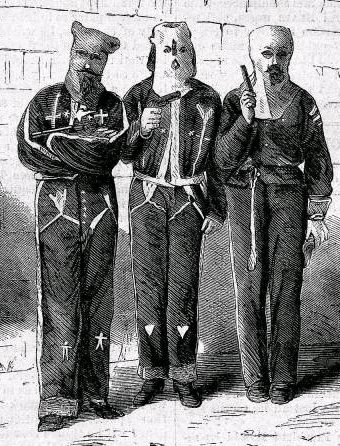
Efter kriget terroriserades afroamerikaner och andra sydstatsunionister av Ku Klux Klan.

Efter kriget fortsatte unionisterna sin kamp socialt och politiskt eftersom kriget hade alienerat dem från sina grannar. De flesta blev medlemmar av det republikanska partiet. De försökte förmå kongressen och president Andrew Johnson att inskränka de före detta konfedererades politiska rättigheter och stödde gamla unionister vilka sökte lokala och statliga ämbeten. Med de krigstida unionisterna förenades de som ursprungligen motsatt sig unionsupplösningen, men senare stött konfederationen, och de som blivit desillusionerade under kriget. Alla dessa kallades av demokraterna för scalawags. Under rekonstruktionstiden fick de ett stort inflytande över delstatspolitiken vilken dominerades av republikanerna. Eftersom de var republikaner och verkade för mänskliga och politiska rättigheter för afroamerikaner blev de föremål för terrorhandlingar från Ku Klux Klans sida. Efter rekonstruktionstiden övergavs unionisterna av nordstaterna och deras inflytande upphörde utom i de lokalsamhällen där de utgjorde en majoritet, där de kunde behålla sitt inflytande fram till slutet av artonhundratalet.